# Новоорськ
Новоо́рськ (рос. Новоорск) — селище, центр Новорського району Оренбурзької області, Росія.

## Географія
Розташоване на річці Великий Кумак (притока Уралу). Залізнична станція на лінії Орськ — Картали за 288 км на схід від Оренбургу.

## Історія
Заснований в 100-річний ювілей міста Орська в 1835 році як козача станиця. З 1961 — робітниче селище міського типу.
З червня 1962 року станція Новоорск стала використовуватися для будівництва та експлуатації Іріклінської ГРЕС: по ній здійснювалися поставки обладнання, а згодом — підвезення палива.

## Населення
Населення — 11295 осіб (2010; 11274 у 2002).
Національний склад (станом на 2002 рік):
- росіяни — 77 %